# Actopan (Hidalgo)
Actopan ist eine Stadt im mexikanischen Bundesstaat Hidalgo und Hauptort des Municipio Actopan. Sie ist bekannt für die Kirche und ehemalige Augustiner-Mission San Nicolás de Tolentino.
Die Stadt liegt etwa 120 km nördlich von Mexikos Hauptstadt Mexiko-Stadt und etwa 37 km nordwestlich von Pachuca de Soto entfernt, der Hauptstadt des Bundesstaates Hidalgo. Im Jahr 2020 betrug die Einwohnerzahl 32.276; das sind mehr als die Hälfte der Bevölkerung des Municipio (61.002).

## Nachweise

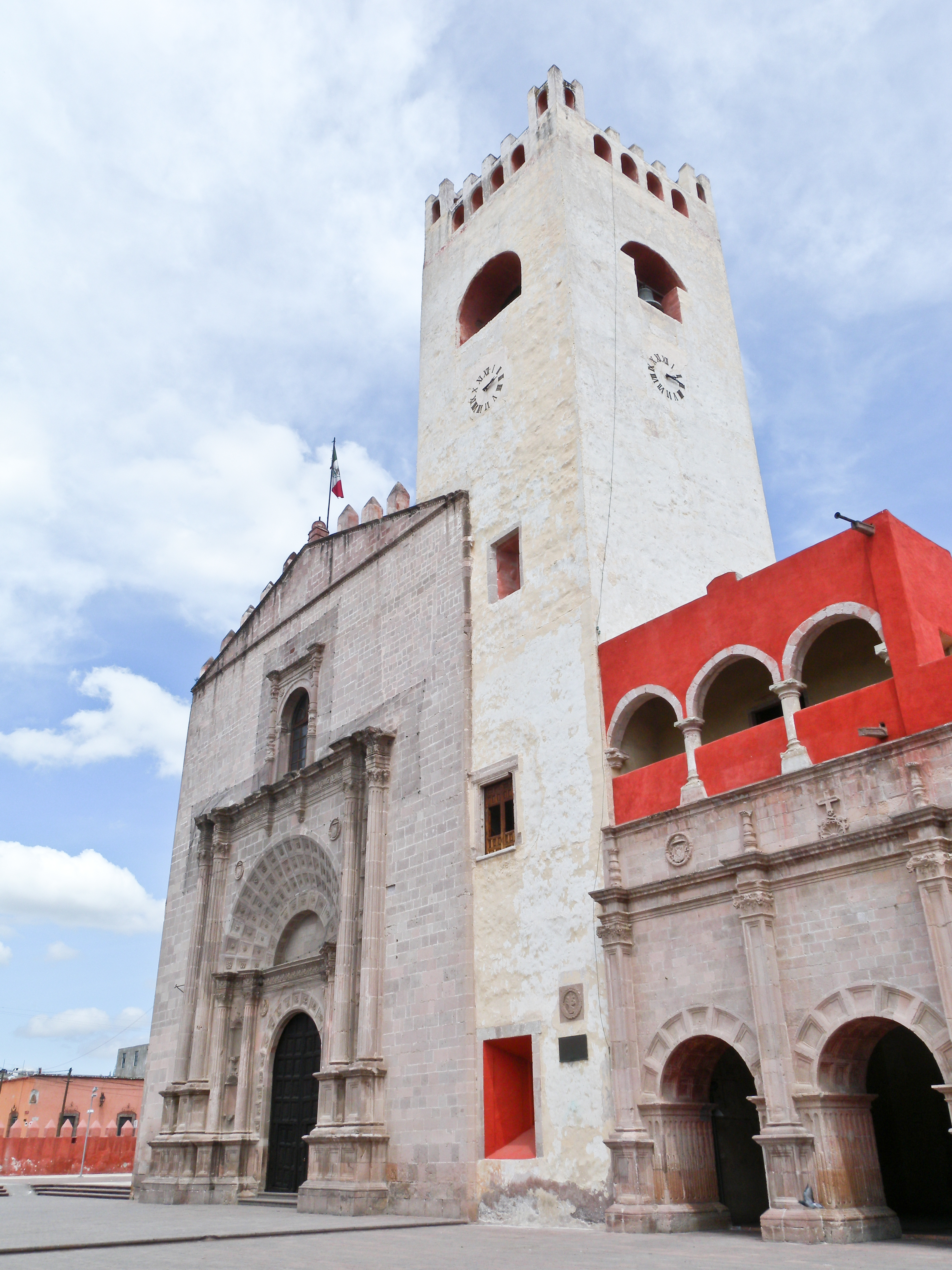
Kirche San Nicolás de Tolentino

1. ↑  INEGI (Instituto Nacional de Estadística y Geografía): Principales resultados por localidad (ITER) 2020